# Coupe de l'EHF masculine 2004-2005
Navigation
Coupe de l'EHF 2003-2004 Coupe de l'EHF 2005-2006
La Coupe de l'EHF 2004-2005 est la 24e édition de la Coupe de l'EHF masculine.
Organisée par la Fédération européenne de handball (EHF), la compétition est ouverte en 2004-2005 à 51 clubs de handball d'associations membres de l'EHF. Ces clubs sont qualifiés en fonction de leurs résultats dans leur pays d'origine lors de la saison 2003-2004.
Elle est remportée par le club allemand du TUSEM Essen, vainqueur en finale d'un autre club allemand, le SC Magdebourg.

## Résultats

### Tour préliminaire
| Équipe 1              | Score   | Équipe 2                 | Aller | Retour |
| --------------------- | ------- | ------------------------ | ----- | ------ |
| Redbergslids IK       | 71 – 49 | HC Tallas                | 37-25 | 34-24  |
| RK Sloga Doboj        | 40 – 62 | BM Granollers            | 18-28 | 22-34  |
| Intercollege Nicosie  | 56 – 69 | AS Pallamano Secchia     | 25-35 | 31-34  |
| HV Fiqas Aalsmeer     | 50 – 56 | SG Handball Vienne-Ouest | 25-30 | 25-26  |
| Dunkerque HGL         | 49 – 36 | Kehra Tallinn            | 20-22 | 29-14  |
| IFK Skövde HK         | 71 – 53 | HC Berchem               | 42-26 | 29-27  |
| Pirin Gotsé Delchev   | 44 – 70 | Filippos Verias          | 24-34 | 20-36  |
| Águas Santas          | 49 – 56 | TUSEM Essen              | 26-27 | 23-29  |
| E&O Emmen             | 45 – 66 | RK Cimos Koper           | 23-35 | 22-31  |
| Spartak Varna         | 34 – 77 | Skjern Handball          | 18-39 | 16-38  |
| Sporting Neerpelt     | 80 – 59 | CS Baracuda              | 42-33 | 38-26  |
| A1 Bregenz            | 54 – 50 | SKA Minsk                | 31-30 | 23-20  |
| Valur Reykjavik       | 49 – 51 | Grasshoppers Zürich      | 21-23 | 28-28  |
| Army Riga             | 66 – 63 | RK Osijek                | 38-27 | 28-36  |
| SPE Strovolos Nicosie | 47 – 58 | Paris Handball           | 24-30 | 23-28  |
| RK Metalurg Skopje    | 86 – 46 | HC Mamuli Tbilissi       | 43-22 | 43-24  |
| Tatabánya KC          | 72 – 50 | HB Esch                  | 38-20 | 34-30  |
| Union beynoise        | 53 – 58 | Panellínios Athènes      | 24-28 | 29-30  |
| FC Porto              | forfait | Shevardeni STU Tbilissi  | 0-10  | 0-10   |

### Seizièmes de finale
| Équipe 1                 | Score   | Équipe 2                | Aller | Retour |
| ------------------------ | ------- | ----------------------- | ----- | ------ |
| TUSEM Essen              | 51 – 41 | Redbergslids IK         | 28-21 | 23-20  |
| Army Riga                | 53 – 58 | RK Radnički Subotica    | 33-30 | 20-28  |
| BM Altea                 | 49 – 65 | BM Granollers           | 25-31 | 24-34  |
| SG Handball Vienne-Ouest | 57 – 61 | RK Čakovec              | 30-29 | 27-32  |
| Dinamo Astrakhan         | 68 – 62 | Skjern Handball         | 31-30 | 37-32  |
| Drammen HK               | 79 – 56 | Shevardeni STU Tbilissi | 35-26 | 44-30  |
| Dinamo Bucarest          | 52 – 51 | AS Fílippos Véria       | 28-28 | 24-23  |
| IFK Skövde HK            | 71 – 47 | HC Portovik Youjne      | 36-23 | 35-24  |
| Sporting Neerpelt        | 23 – 33 | Śląsk Wrocław           | 10-00 | 13-33  |
| Dunaferr HK              | 71 – 64 | RK Cimos Koper          | 39-25 | 32-39  |
| Dunkerque HGL            | 59 – 54 | Tatabánya KC            | 36-23 | 23-31  |
| VfL Gummersbach          | 56 – 51 | Grasshoppers Zürich     | 29-23 | 27-28  |
| AS Pallamano Secchia     | 60 – 49 | Panellínios Athènes     | 34-23 | 26-26  |
| A1 Bregenz               | 50 – 47 | AaB Aalborg             | 28-23 | 22-24  |
| RD Škofja Loka           | 67 – 61 | RK Metalurg Skopje      | 32-29 | 35-32  |
| Paris Handball           | 48 – 66 | SC Magdebourg           | 25-30 | 23-36  |

### Huitièmes de finale
| Équipe 1             | Score   | Équipe 2         | Aller | Retour |
| -------------------- | ------- | ---------------- | ----- | ------ |
| RK Radnički Subotica | 48 – 55 | TUSEM Essen      | 24-23 | 24-32  |
| BM Granollers        | 70 – 39 | RK Čakovec       | 40-18 | 30-21  |
| Drammen HK           | 51 – 69 | Dinamo Astrakhan | 27-35 | 24-34  |
| Dinamo Bucarest      | 57 – 59 | IFK Skövde HK    | 29-31 | 28-28  |
| Śląsk Wrocław        | 52 – 71 | Dunaferr HK      | 22-33 | 30-38  |
| VfL Gummersbach      | 51 – 39 | Dunkerque HGL    | 24-16 | 27-23  |
| AS Pallamano Secchia | 57 – 71 | A1 Bregenz       | 24-30 | 33-41  |
| SC Magdebourg        | 69 – 52 | RD Škofja Loka   | 32-21 | 37-31  |

### Quarts de finale
| Équipe 1         | Score   | Équipe 2      | Aller | Retour |
| ---------------- | ------- | ------------- | ----- | ------ |
| BM Granollers    | 54 – 63 | TUSEM Essen   | 29-29 | 25-34  |
| Dinamo Astrakhan | 61 – 51 | IFK Skövde HK | 38-26 | 23-25  |
| VfL Gummersbach  | 60 – 56 | Dunaferr HK   | 30-21 | 30-35  |
| A1 Bregenz       | 53 – 71 | SC Magdebourg | 28-30 | 25-41  |

### Demi-finales
| Équipe 1        | Score   | Équipe 2         | Aller | Retour |
| --------------- | ------- | ---------------- | ----- | ------ |
| TUSEM Essen     | 56 – 49 | Dinamo Astrakhan | 31-23 | 25-26  |
| VfL Gummersbach | 57 – 58 | SC Magdebourg    | 25-24 | 32-34  |

### Finale
| Équipe 1      | Score   | Équipe 2    | Aller | Retour |
| ------------- | ------- | ----------- | ----- | ------ |
| SC Magdebourg | 52 – 53 | TUSEM Essen | 30-22 | 22-31  |